# Parvathy Baul
Parvathy Baul, född 1976 i Västbengalen, är en indisk sångerska, konstnär, berättare och en av landets namnkunnigaste bauler. Hon studerade för baulmästarna Sanatan Das och Shashanko Goshai och har turnerat både i Indien och andra länder sedan 1995. Parvathy bor i Thiruvananthapuram i Kerala sedan 1997 och driver Ektara Baul Sangeetha Kalari en musikskola för Baulmusik.

## Biografi
Parvathys föräldrar var brahminer och flyttade till Västbengalen vid Indiens delning. Hennes far var ingenjör vid Indiens järnvägar, förtjust i indisk klassisk musik och tog ofta med sin dotter på konserter. Modern var hemmafru och anhängare till helgonet Ramakrishna. Fadern stationerades i olika indiska städer och Parvathy  växte upp i Assam och Koch Bihar.
Parvathy är gift med dockteaterartisten Ravi Gopalan Nair.

### Utbildning

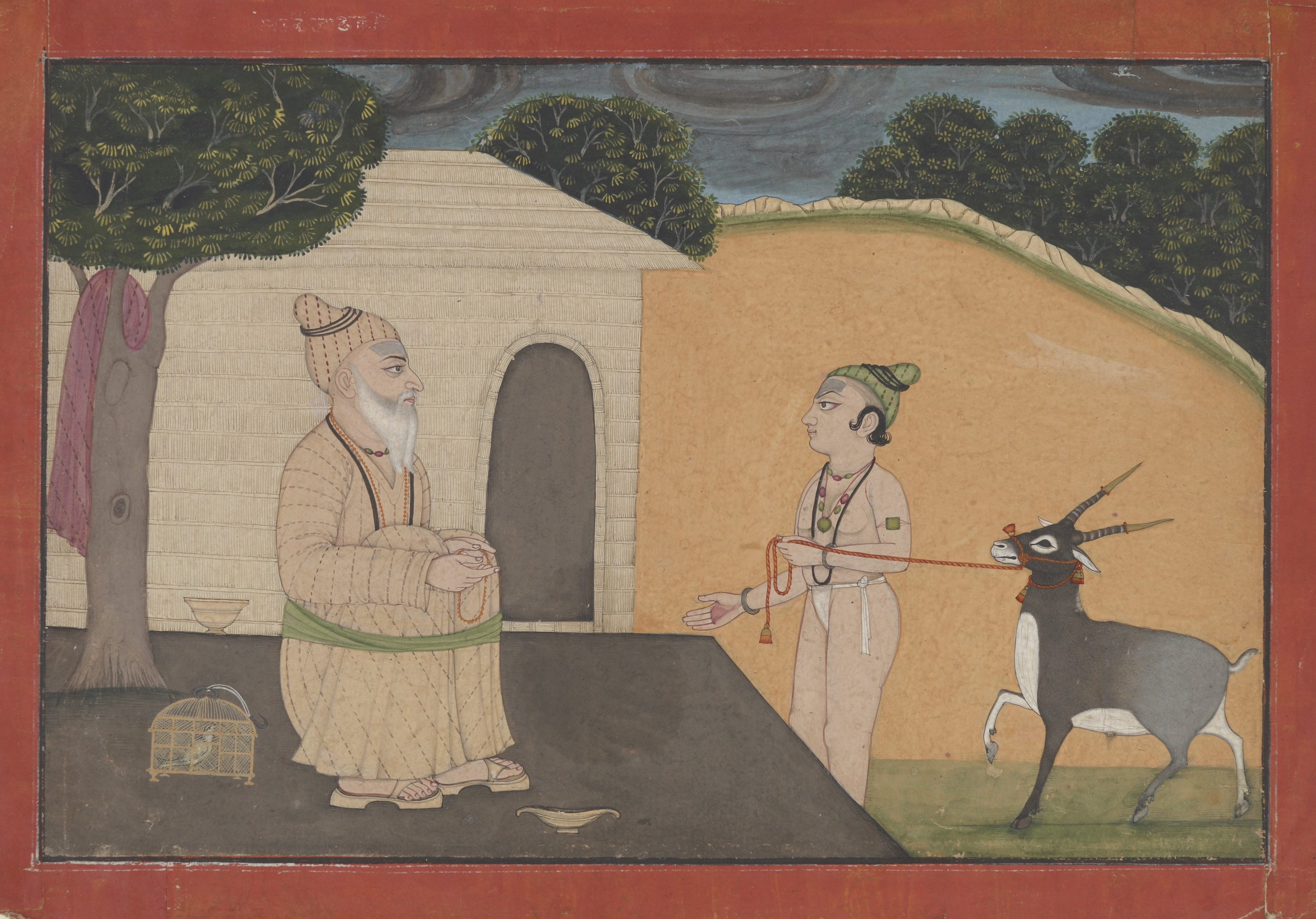
Guru och lärjunge

Parvathy gick i gymnasiet i Koch Bihar och lärde sig dansen Kathak. Därefter följde konstutbildning vid universitetet Visva Bharati som grundats av Rabindranath Tagore. Vid universitetet i Bolpur mötte hon en blind baulsångare och lärde sig även denna sångteknik. Parvathy sökte sig till Sanatan Das’ ashram för att få undervisning i Guri-shishyatraditionen. Undervisningen omfattade bildkonst, dans, scenkonst, historieberättande och boktryckeri. Parvathy är en av få kvinnor som klarat den hårda asketiska livet i denna skola.
Parvathy studerade  för den kände dockteaterartisten Ravi Gopalan Nair och de gifte sig 1997. Parvathy lärde sig Grotowskis teaterteknik Paret reste till Tyskland 2000 och gick på en teaterkurs i fem månader och deltog därefter i Expo 2000 i Hannover. Därefter följde hon med sin man till Bread and Puppet Theater som skapats av Peter Schumann i New York. Vid hemkomsten träffade hon den sufiska fakiren Abdul Salam och fann sin musikaliska kallelse i bänkelsång.

### Festivaler
Parvathy har deltagit i flera internationella festivaler, bland annat i Danmark. Där har hon även medverkat i Transitfestivaler, som ingår i Magdalenaprojektet. År 2012 organiserade Parvathy den första indiska teaterfestivalen för kvinnor i Auroville och Pondicherry. 2016 organiserade hon en andra Tantidharifestival i Bangalore. Parvathy samarbetar med Odinteatern i Danmark.